# 1945 na música

## Música Popular
- Raul Torres & Florêncio: Moda da mula preta e Não me diga não

## Nascimentos
| Data           | Nome               | Profissão                                     | Nacionalidade           | Observações | Ref |
| -------------- | ------------------ | --------------------------------------------- | ----------------------- | ----------- | --- |
| 10 de Janeiro  | Rod Stewart        | cantor                                        | Inglaterra              |             |     |
| 11 de janeiro  | Geraldo Azevedo    | cantor e músico                               | Brasil                  |             |     |
| 21 de Janeiro  | Marco Paulo        | cantor                                        | Portugal                |             |     |
| 3 de fevereiro | Johnny Cymbal      | cantor                                        | Escócia/ Estados Unidos | m. 1993     |     |
| 6 de Fevereiro | Bob Marley         | músico                                        | Jamaica                 | m. 1981     |     |
| 8 de Março     | Micky Dolenz       | ator e músico                                 | Estados Unidos          |             |     |
| 10 de Março    | Wanderley Cardoso  | cantor                                        | Brasil                  |             |     |
| 29 de outubro  | Gloria Jones       | cantora                                       | Estados Unidos          |             |     |
| 17 de Março    | Elis Regina        | cantora                                       | Brasil                  | m. 1982     |     |
| 30 de Março    | Eric Clapton       | guitarrista                                   | Inglaterra              |             |     |
| 7 de abril     | Adílson Ramos      | cantor e compositor                           | Brasil                  |             |     |
| 25 de Abril    | Björn Ulvaeus      | músico e compositor                           | Suécia                  |             |     |
| 1 de Maio      | Rita Coolidge      | cantora e atriz norte-americana               | Estados Unidos          |             |     |
| 17 de junho    | Arthur Verocai     | pianista e músico                             | Brasil                  |             |     |
| 25 de junho    | Carly Simon        | cantora e compositora                         | Estados Unidos          |             |     |
| 28 de Junho    | Raul Seixas        | cantor e compositor                           | Brasil                  | m. 1989     |     |
| 28 de Julho    | Richard Wright     | compositor e tecladista                       | Inglaterra              | m. 2008     |     |
| 19 de Agosto   | Ian Gillan         | cantor e vocalista                            | Inglaterra              |             |     |
| 23 de Agosto   | Rita Pavone        | cantora                                       | Itália                  |             |     |
| 31 de Agosto   | Sérgio Godinho     | cantor, escritor de canções, actor e cineasta | Portugal                |             |     |
| 22 de Setembro | Gonzaguinha        | cantor e compositor                           | Brasil                  | m. 1991     |     |
| 26 de Setembro | Gal Costa          | cantora                                       | Brasil                  |             |     |
| 16 de Outubro  | Ronaldo Resedá     | cantor e bailarino                            | Brasil                  | m. 1984     |     |
| 15 de Novembro | Anni-Frid Lyngstad | cantora                                       | Noruega                 |             |     |

## Mortes
| Data            | Nome             | Profissão                                                                          | Nacionalidade | Observações | Ref |
| --------------- | ---------------- | ---------------------------------------------------------------------------------- | ------------- | ----------- | --- |
| 25 de fevereiro | Mário de Andrade | poeta, romancista, crítico de arte, musicólogo, professor universitário e ensaísta | Brasil        | n. 1893     |     |